# Bạc má bách xù
Bạc má bách xù (danh pháp hai phần: Baeolophus ridgwayi) là một loài chim trong họ Bạc má. Liên minh Điểu học Mỹ chia Bạc má một màu thành Bạc má sồi và Bạc má bách xù vào năm 1996, do sực khác biệt về giọng hót, nơi sống ưa thích, thành phần gene.
Bạc má bách xù sinh sống quanh năm chủ yếu ở Đại bồn địa Hoa Kỳ, nhưng là loài định cư từ miền đông nam Oregon và trung tâm Colorado về phía nam tới phía đông hoang mạc Mojave trong California, trung bộ Arizona, phía tây tận Texas và cực đông bắc Sonora, México - (các đảo trời Madrean). Chúng ưa thích mở rừng ấm áp, khô có pinyon-bách xù, bách và sa mạc rừng ven sông. Loài chim này ngủ trong các hốc cây, tán lá rậm rạp, hoặc các nhà chim. Nó tạo thành các cặp hoặc nhóm nhỏ, nhưng không tạo thành đàn lớn. Nó có thể tham gia đàn chim hỗn hợp nhiều loài sau khi mùa sinh sản để tìm kiếm thức ăn. Các cặp chim ở lại với nhau sau khi mùa sinh sản.
Bạc má sồi ăn côn trùng và nhện, và đôi khi vẫn thấy bắt côn trùng trong không trung. Chúng cũng ăn quả mọng, hạt sồi và một số hạt khác. Bạc má sồi xây tổ trong một lỗ chim gõ kiến, hốc tự nhiên, hoặc một hộp làm tổ, lót ổ bằng cỏ, rêu, bùn, tóc, lông, và lông thú. Nó sinh sản vào tháng 3-tháng 7, với đỉnh điểm trong tháng 4 và tháng 5, mỗi tổ có 3-9 trứng, thường là 4-7. Chim mẹ ấp trứng 14-16 ngày. Chim bố và chim mẹ cùng nuôi chim non trong tổ 16-21 ngày. Chim bố và chim mẹ có xu hướng chăm sóc chim con thêm 3-4 tuần sau khi chúng rời khỏi tổ.